# Молярна маса
Моля́рна ма́са — маса 1 моль речовини, тобто 6.02214076×1023 (Число Авогадро) структурних одиниць цієї речовини (атомів чи молекул).
Зв'язок між молярною масою та атомною масою хімічного елемента — атомні маси, наведені в Періодичній системі елементів, можна інтерпретувати як масу одного атома в атомних одиницях маси (а. о. м.) або як молярну масу елемента в грамах (г/моль), тобто вони рівні чисельно, але мають різні розмірності. Молярна маса використовується в стехіометричних розрахунках.
| Елемент  | Молярна маса, г/моль |
| Гідроген | 1,0079               |
| Вуглець  | 12,0108              |
| Азот     | 14,0067              |
| Оксиген  | 15,9994              |
| Натрій   | 22,9898              |
| Магній   | 24,3051              |
| Алюміній | 26,9815              |
| Фосфор   | 30,9738              |
| Сірка    | 32,0655              |
| Хлор     | 35,4532              |
| Залізо   | 55,8452              |

Причиною того, що молярна маса вуглецю не рівна строго 12 г/моль, є те, що в природі вуглець зустрічається в кількох ізотопах, із них два стабільні — 12С (98,93%) і 13С (1,07%) — та один радіоактивний 14С (β-радіоактивний, період напіврозпаду 5700 років), зосереджений в атмосфері та верхній частині земної кори. Ізотоп 14С утворюється постійно в стратосфері як результат взаємодії нейтронів космічного випромінювання з ядрами азоту.
Молярні маси хімічних сполук можна знайти шляхом додавання молярних мас хімічних елементів (з урахуванням кратності), що входять до складу молекул цих сполук. Наприклад, молярна маса газу водню, до складу молекули якого входять два атоми, рівна подвоєній молярній масі водню як хімічного елемента.
| Сполука           | Молярна маса, г/моль |
| Водень H2         | 2,0159               |
| Кисень O2         | 31,9989              |
| Оксид вуглецю CO2 | 44,0096              |